# Березниковская ТЭЦ-4
Березниковская ТЭЦ-4 — предприятие энергетики в г. Березники (Пермский край).

## История и Деятельность
Березниковская ТЭЦ-4 — одна из старейших тепловых станций Пермского края, введена в эксплуатацию в 1931 году. Ранее входила в «Пермэнерго». 
Нина Михайловна Чернова, директор Березниковской ТЭЦ-4 с 1959 по 1968 годы, в 1966 году удостоена звания Герой Социалистического Труда.
Станция снабжает электрической и тепловой энергией г. Березники и промышленные предприятия, среди которых - ОАО «АЗОТ», ООО «Сода-Хлорат». 
Планируется реконструкция Березниковской ТЭЦ-4, так как некоторые паровые котлы станции выпущены в Англии ещё в 1945 году, а турбины куплены в Германии до войны.
В 2018 году в СМИ появилась информация о том, что Березниковский содовый завод (БСЗ), входящий в состав «Башхима», крупнейшего в России производителя соды, вынужден купить у «Т Плюс» устаревшую ТЭЦ, чтобы не остаться без тепла. По данным “Ъ”, сумма сделки составит около 144 млн руб., она может быть закрыта до конца года. 

## Современное состояние
В 2015 году мощность станции была снижена с 29,2 МВт до 11,8 МВт. В настоящее время[когда?] в работе находятся 3 генератора мощностью 5,8, 3,9 и 2,1 МВт.
Связь ТЭЦ с энергосистемой осуществляется по шести высоковольтным линиям 110 кВ:
- ВЛ 110 кВ Березниковская ТЭЦ-10 - Березниковская ТЭЦ-4 с отпайками
- ВЛ 110 кВ ПС Люзень - Березниковская ТЭЦ-4 с отпайками с отпайками
- 2 ВЛ 110 кВ ПС Титан - Березниковская ТЭЦ-4 с отпайками
- 2 ВЛ 110 кВ Березниковская ТЭЦ-2 - Березниковская ТЭЦ-4 с отпайками